# Tudo sobre Minha Mãe
Todo sobre mi madre (br/pt: Tudo sobre Minha Mãe) é um filme espanhol de comédia e drama de 1999, dirigido e escrito por Pedro Almodóvar e estrelando Cecilia Roth, Marisa Paredes, Candela Peña, Antonia San Juan, Penélope Cruz e Rosa Maria Sardà.
O enredo teve origem no filme anterior de Almodóvar, A Flor do Meu Segredo (1995), que mostra médicos estudantes sendo treinados para persuadir parentes em luto a permitir que órgãos sejam usados para transplante, com foco na mãe de um jovem morto em um acidente de trânsito. O filme lida com temas complexos como AIDS, travestilidade, identidade sexual, religião, fé e existencialismo.

## Sinopse
Uma mãe solteira em Madri, Manuela, vê seu único filho morrer no seu 17º aniversário quando corre para pegar um autógrafo de uma atriz. Ela vai a Barcelona à procura do pai de seu filho, uma travesti chamada Lola, que não sabe que tem um filho. Primeiro ela encontra sua amiga, Agrado, também travesti; através dela ela conhece Rosa, uma jovem freira que está de partida para El Salvador. Quase que por acaso, torna-se assistente de Huma Rojo, a atriz que seu filho admirava.

## Elenco
- Cecilia Roth .... Manuela
- Marisa Paredes .... Huma Rojo
- Candela Peña .... Nina
- Antonia San Juan .... Agrado
- Penélope Cruz .... irmã María Rosa Sanz
- Rosa Maria Sardà .... mãe de Rosa
- Fernando Fernán Gómez .... pai de Rosa
- Toni Cantó .... Lola
- Eloy Azorín .... Esteban
- Carlos Lozano .... Mario

## Principais prêmios e indicações
Oscar 2000 (EUA)
- Venceu na categoria de melhor filme em língua estrangeira.

Globo de Ouro 2000 (EUA)
- Venceu na categoria de melhor filme estrangeiro.

Festival de Cannes 1999 (França)
- Recebeu a Palma de Ouro de melhor diretor.

Prêmio Goya 2000 (Espanha)
- Venceu sete prêmios, nas categorias de melhor filme, melhor direção e melhor atriz (Cecilia Roth), melhor trilha sonora, melhor direção de produção, melhor montagem e melhor som.
- Foi indicado também nas categorias de melhor fotografia, melhor figurino, melhor maquiagem, melhor revelação/atriz (Antonia San Juan), melhor direção de arte, melhor roteiro original e melhor atriz coadjuvante (Candela Peña).

Prêmio César 2000 (França)
- Venceu na categoria de melhor filme estrangeiro.

Grande Prêmio Cinema Brasil 2000 (Brasil)
- Ganhou o prêmio de melhor filme estrangeiro.

BAFTA 2000 (Reino Unido)
- Venceu na categoria de melhor filme em língua não inglesa e recebeu o Prêmio David Lean para direção (Pedro Almodóvar).
- Indicado na categoria de melhor roteiro original.

Prêmio David di Donatello 2000 (Itália])
- Venceu na categoria de melhor filme estrangeiro.

Independent Spirit Awards 2000 (EUA)
- Venceu na categoria de melhor filme estrangeiro.

Prêmio Bodil 2000 (Dinamarca)
- Venceu na categoria melhor filme não-americano.

## Recepção
No site agregador de críticas Rotten Tomatoes, 98% das 80 resenhas dos críticos são positivas. O consenso diz: “Almodóvar tece uma magnífica tapeçaria de feminilidade com um retorno carinhoso aos clássicos do teatro e cinema nesta história comovente de amor, perda e compaixão."